# 菅谷鈴夏
菅谷 鈴夏（すがや りんか）は、NHKのアナウンサー。

## 人物
山梨県都留市出身｡
各地のコンテストに参加経験がある(嗜好・挿話参照)。
都留市立都留第一中学校卒業。山梨県立都留高等学校卒業。国際基督教大学教養学部卒業後、2020年にNHKに入局。初任地は盛岡放送局。2024年4月に東京アナウンス室へ異動。
2024年4月から『ニュースウオッチ9』（リポーター）担当となることが同年2月14日に発表された。

## 嗜好・挿話
- 好きな食べ物はエビ[9]。
- 第15回湖衣姫コンテスト[10]に出場し、準グランプリに選出され、第47回信玄公祭りの湖衣姫行列に参加した。
- 都留市の第36回ふるさと時代祭り・八朔祭の姫様役に選ばれた[11][12]。
- 盛岡放送局2年目になる2021年秋には盛岡文士劇時代劇の部に出演。主人公を育てた乳母の息子で貧しいシジミ売りの少年の役を演じた。
- 2025年7月30日、「NHKニュースおはよう日本」（5時台）において、代打キャスターとして勝呂恭佑と2トップを組んだ後に、午前8時38分～9時55分まで2025年カムチャツカ半島地震に関する津波警報関連のニュースを担当した。

## 現在の担当番組
- ニュースウオッチ9（リポーター：2024年4月3日 - ）[8]
- サタデーウオッチ9（リポーター：2025年4月5日 - ）[13]
- NHKニュースおはよう日本（5時台）（キャスター：2025年7月28日 - ）
- ラジオニュース 不定期（主に平日の13時、14時、15時（ニュース・気象情報）、16時）（2024年4月 - ）

## 過去の担当番組
盛岡放送局時代（2020年度 - 2023年度）
- どーも、NHK（2020年6月7日）- 新人お披露目
- 真打ち競演『岩手県葛巻町』（2021年4月17日、5月8日[注釈 2]）司会
- NHKジャーナル（2021年6月7日）
- 地震発生に伴う緊急報道対応（2021年10月6日）
- おばんですいわて（キャスター：2022年4月4日 - 2024年3月22日）[14][注釈 3]
- ニュースいわて845
- 岩手のニュース・気象情報[15]
- おつまみラジオ（不定期）

東京アナウンス室時代（2024年度 - ）
- 全国戦没者追悼式 進行（ラジオ第1）（2025年8月15日）